# Super Flics (série télévisée, 1987)
Pour les articles homonymes, voir Super flic.
Cet article possède des paronymes, voir Superflic se déchaîne, Superflics en jupons, Les Super-flics de Miami et Petit Papa Noël super flic.
Super Flics ou Super Flic (The Oldest Rookie) est une série télévisée américaine en quatorze épisodes de 45 minutes créée par Gil Grant et Richard Chapman et diffusée du 16 septembre 1987 au 13 janvier 1988 sur le réseau CBS.
En France, les 14 épisodes de 45 minutes ont été diffusés en 28 épisodes de 23 minutes dans le cadre de l'émission Disney Channel du 18 juin 1988 au 31 décembre 1988 sur FR3. Rediffusion sous le titre Super Flic du 10 mars 1991 au 2 juin 1991 dans Le Disney Club sur TF1.

## Synopsis
À la suite de l'assassinat d'un très bon ami, le responsable des relations publiques de la police de Los Angeles Ike Porter, 50 ans, décide de reprendre l'enquête et redevient simple policier en uniforme. Il fait équipe avec la tête brulée Tony Jonas. Après avoir réussi à retrouver le meurtrier, il est promu détective de la brigade criminelle avec Jonas sous les ordres de l'irrascible Lieutenant Zaga…

## Distribution
- Paul Sorvino () : Officier Ike Porter
- D.W. Moffett (VF : Guy Chapellier) : Détective Tony Jonas
- Raymond J. Barry : Lieutenant Marco Zaga
- Marshall Bell : Détective Gordon Lane

## Épisodes
| N°   | Titre VO                   | Diffusion américaine   | Titre VF                                                   | Diffusion française                     |
| ---- | -------------------------- | ---------------------- | ---------------------------------------------------------- | --------------------------------------- |
| 1.01 | Pilot                      | ABC, 16 septembre 1987 | Super Flics 1re partie                                     | FR3, 18 juin 1988 TF1, 10 mars 1991     |
| 1.01 | Pilot                      | ABC, 16 septembre 1987 | Super Flics 2e partie ou L'affaire Gotlib                  | FR3, 25 juin 1988 TF1, 17 mars 1991     |
| 1.02 | 'A Game Effor'             | ABC, 23 septembre 1987 | Coopération internationale 1re partie ou Double jeu        | FR3, 23 juillet 1988 TF1, 7 avril 1991  |
| 1.02 | 'A Game Effor'             | ABC, 23 septembre 1987 | Un jeu mortel 2e partie ou Une bien belle blonde           | FR3, 30 juillet 1988 TF1, 14 avril 1991 |
| 1.03 | Heartbreakers              | ABC, 30 septembre 1987 | Bourreau des cœurs 1re partie                              | FR3, 18 juin 1988                       |
| 1.03 | Heartbreakers              | ABC, 30 septembre 1987 | Bourreau des cœurs 2e partie                               | FR3, 18 juin 1988                       |
| 1.04 | The Cereal Killer          | ABC, 7 octobre 1987    | Le Tueur du petit déjeuner 1re partie ou L'étrangleur      | FR3, 2 juillet 1988 TF1, 24 mars 1991   |
| 1.04 | The Cereal Killer          | ABC, 7 octobre 1987    | Le Tueur du petit déjeuner 2e partie ou Une étrange médium | FR3, 1988 TF1, 31 mars 1991             |
| 1.05 | Blue Flu                   | ABC, 14 octobre 1987   | La grippe asiaflic ou Grippe 1re partie                    | FR3, 13 août 1988                       |
| 1.05 | Blue Flu                   | ABC, 14 octobre 1987   | Menace de grêve ou Grippe 2e partie                        | FR3, 20 août 1988                       |
| 1.06 | Coming from Behind         | ABC, 21 octobre 1987   | Les Détectives 1re partie                                  | FR3, 1988                               |
| 1.06 | Coming from Behind         | ABC, 21 octobre 1987   | Les Détectives 2e partie                                   | FR3, 1988                               |
| 1.07 | Grand Theft Avocado        | ABC, 28 octobre 1987   | Le voleur d'avocats, 1re partie                            | FR3, 27 août 1988                       |
| 1.07 | Grand Theft Avocado        | ABC, 28 octobre 1987   | Le voleur d'avocats 2e partie                              | FR3, 1988                               |
| 1.08 | Expert Witness             | ABC, 4 novembre 1987   | Un expert à la barre 1re partie                            | FR3, 1988                               |
| 1.08 | Expert Witness             | ABC, 4 novembre 1987   | 50 000 dollars de bijoux ou Un expert à la barre 2e partie | FR3, 6 août 1988                        |
| 1.09 | Ike and Son                | ABC, 18 novembre 1987  | La Fille de Ike 1re partie                                 | FR3, 1988                               |
| 1.09 | Ike and Son                | ABC, 18 novembre 1987  | La Fille de Ike 2e partie                                  | FR3, 1988                               |
| 1.10 | An Internal Affairs Affair | ABC, 25 novembre 1987  | Affaires internes 1re partie                               | FR3, 1988                               |
| 1.10 | An Internal Affairs Affair | ABC, 25 novembre 1987  | Affaires internes 2e partie                                | FR3, 1988                               |
| 1.11 | Come Fly With Me           | ABC, 16 décembre 1987  | La chasse aux coyotes ou L'Ex 1re partie                   | FR3, 12 novembre 1988                   |
| 1.11 | Come Fly With Me           | ABC, 16 décembre 1987  | Un avion suspect ou L'Ex 2e partie                         | FR3, 19 novembre 1988                   |
| 1.12 | Best Men                   | ABC, 23 décembre 1987  | Un curieux amnésique ou Amnésie 1re partie                 | FR3, 26 novembre 1988                   |
| 1.12 | Best Men                   | ABC, 23 décembre 1987  | Un parfum dangereux ou Amnésie 2e partie                   | FR3, 1988                               |
| 1.13 | Yessir, That's My Baby     | ABC, 6 janvier 1988    | Deux flics et un couffin 1re partie                        | FR3, 10 décembre 1988                   |
| 1.13 | Yessir, That's My Baby     | ABC, 6 janvier 1988    | Deux flics et un couffin 2e partie                         | FR3, 17 décembre 1988                   |
| 1.14 | Luck, Be a Lady            | ABC, 13 janvier 1988   | Le gros lot ou Suspendus 1re partie                        | FR3, 24 décembre 1988                   |
| 1.14 | Luck, Be a Lady            | ABC, 13 janvier 1988   | La Roue tourne ou Suspendus 2e partie                      | FR3, 31 décembre 1988                   |